# L'École des champions (téléfilm)
Pour les articles homonymes, voir L'École des champions.
L'École des champions (Knights of the South Bronx, littéralement Les chevaliers du Bronx du Sud) est un téléfilm américain réalisé par Allen Hughes, diffusé en 2005.

## Synopsis
Richard Mason (incarné par Ted Danson) quitte son emploi bien rémunéré pour enseigner dans une école du Bronx, un quartier défavorisé de New York. Richard parvient à gagner la sympathie des élèves, notamment en leur apprenant à jouer aux échecs. Les élèves deviennent si enthousiastes qu'ils commencent à jouer de vrais matchs et veulent finalement participer au championnat national des écoles.

## Fiche technique
- Titre original : Knights of the South Bronx
- Réalisation : Allen Hughes
- Scénario : Jamal Joseph et Dianne Houston
- Photographie : Derick Underschultz
- Musique : Stephen Endelman
- Pays : États-Unis
- Durée : 90 min

## Distribution
- Ted Danson (VF : Jean-Louis Faure) : Richard Mason
- Malcolm David Kelley : Jimmy
- Karen LeBlanc : Dolly
- Clifton Powell : Cokey
- Keke Palmer : Kenya Russell
- Devon Bostick : Darren
- Brian Markinson : Arnie
- Kate Vernon : la femme de Richard
- Alex Karzis : Kasparov
- Gary Gerbrandt : MD's Opt